# Wendingen

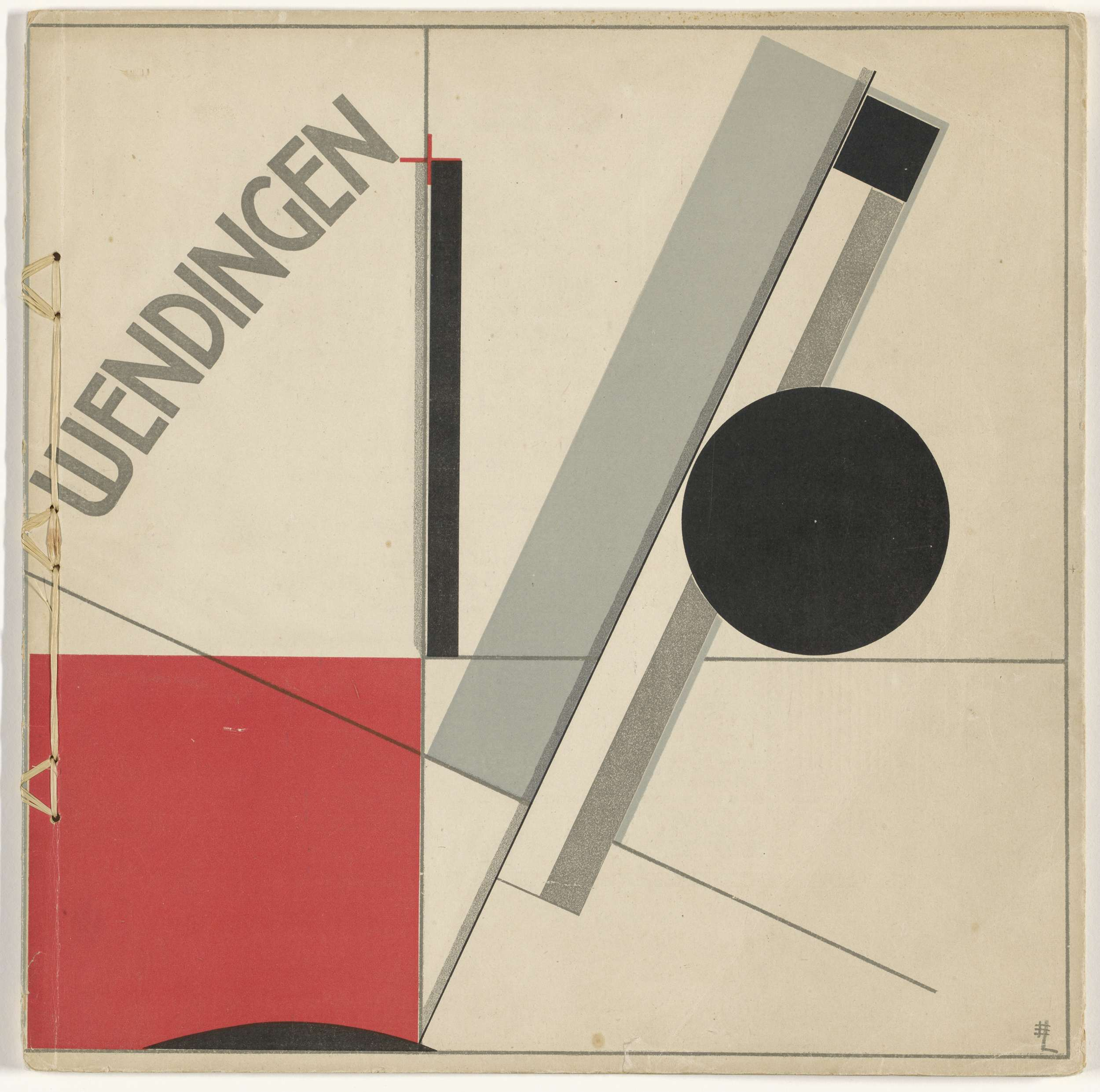
Wendingen, Nr. 11, Jahrgang 1921. Gestaltung: El Lissitzky

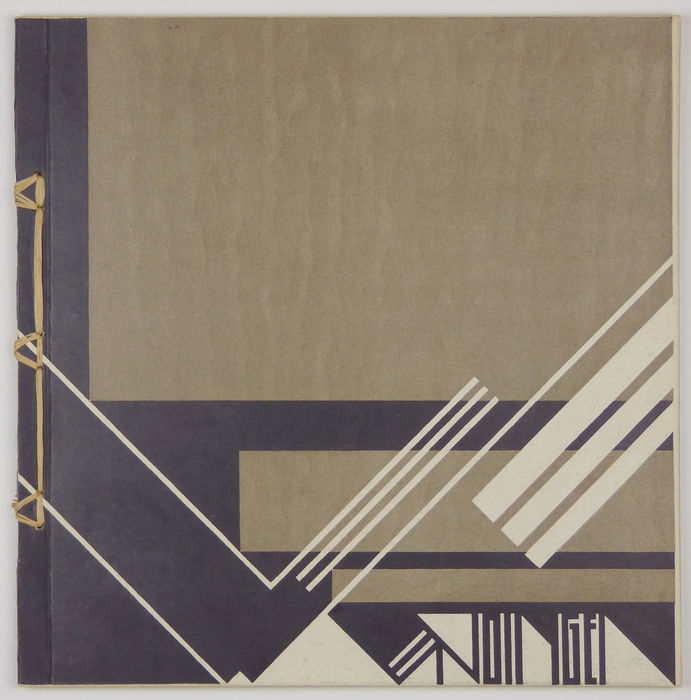
Wendingen, Nr. 12, Jahrgang 1921. Gestaltung: Johannes Duiker

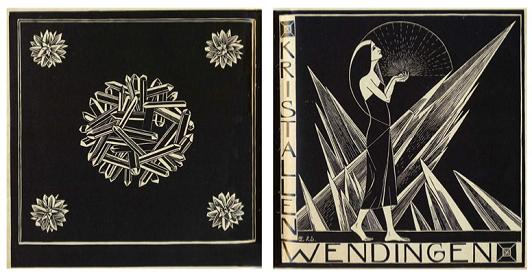
Vorder- und Rückseite von Nr. 11/12, Jahrgang 1924. Gestaltung: Bernard Essers

Wendingen (niederländisch: Wendungen oder Drehungen) war eine Architektur- und Kunstzeitschrift, die von 1918 bis 1933 erschienen ist. Die Zeitschrift, die sich an Architekten und Innenarchitekten richtete, erhielt nicht nur aufgrund ihres Inhalts viel Anerkennung, sondern auch wegen der stilbildenden Gestaltung und der markanten Typographie.

## Inhalt und Gestaltung
Die Publikation geht auf eine Initiative der Amsterdamer Gesellschaft Architectura et Amicitia (Architektur und Freundschaft) zurück. Chefredakteur war der Architekt und Designer Hendrik Wijdeveld (1885–1987). Die anderen Mitglieder der Redaktion waren ebenfalls Architekten. Sie waren alle von Pierre Cuypers, einem der bedeutendsten Architekten des Historismus, ausgebildet worden. Darüber hinaus übten zwei Spezialisten auf dem Gebiet der Illustration, Jan Lauweriks und Richard Roland Holst, lange Zeit einen großen Einfluss auf die Gestaltung der Zeitschrift aus.
Alle Ausgaben von Wendingen waren einem bestimmten Thema aus dem Bereich der Architektur, Kunst oder dem Design gewidmet. Zu den herausragenden Themen gehörten u. a. die dekorative Architektur der Amsterdamer Schule, der Funktionalismus der Neuen Haager Schule mit ihrem Hauptvertreter Willem Marinus Dudok und eine siebenbändige Serie über Frank Lloyd Wright. Weitere Inhalte waren Fragen der Stadtentwicklung und der architekturbezogenen Skulptur. Wendingen beschränkte sich aber nicht auf Architekturthemen, sondern befasste sich auch mit anderen Kunstdisziplinen wie z. B. Innenarchitektur, Design von Gebrauchsgegenständen, Grafik, Theater und Tanz. Es gab auch eine Sonderausgabe zur Art déco mit Entwürfen von Eileen Gray.
Wendingen bot ein Forum für Architekten und Künstler, die sich mit aktuellen Fragen ihres Berufsstandes auseinandersetzen wollten. Darüber hinaus wurde für jede Ausgabe ein anderer Künstler mit der Gestaltung des Einbands beauftragt, was ebenfalls zur Vielfalt der verschiedenen künstlerischen Perspektiven beitrug und den Bekanntheitsgrad der einzelnen Künstlerinnen und Künstler erhöhte. Der Chefredakteur Hendrik Wijdeveld bot den Künstlern maximale Freiheit. So musste der Entwurf des Einbands nicht mit dem Inhalt einer Ausgabe übereinstimmen. Mystisch-symbolische Entwürfe von Holst und Jan Toorop wechselten sich ab mit dem funktionalen Design von Dudok und Leendert van der Vlugt oder den rein dekorativen Entwürfen von Lauweriks und Carel Adolph Lion Cachet (1864–1945). Auch den Gestaltern von Anzeigen wurden keine Regeln auferlegt.
Die Ausgaben der Zeitschrift waren nach den Vorgaben von Lauweriks mit einem Faden gebunden und hatten alle ein quadratisches Standardformat von 33 × 33 cm. Das Design des Einbandes setzte sich in der Regel auf der Rückseite des Magazins fort. Der Druck erfolgte einseitig auf Reispapier. Die Seiten wurden gefaltet und von Hand gebunden. Schrift, Dekoration und Bilder wurden gleich behandelt. Die Typografie wurde maßgeblich von Wijdeveld beeinflusst und ist unter dem Namen Wendingen- oder auch Wijdeveld-Stil bekannt geworden. Die Zeitschrift hatte aufgrund ihrer dynamischen Gesamtkompositionen einen großen Einfluss auf Werbung und Buchgestaltung. Auch in der Kunstzeitschrift De Stijl fanden sich bald Elemente des Wendingen-Stils.

## Ausgaben
Wendingen erschien zum ersten Mal drei Monate nach der Erstausgabe von De Stijl. In den 15 Jahren zwischen 1918 und 1933 wurden insgesamt 116 Ausgaben veröffentlicht. Pro Jahr kamen durchschnittlich acht Ausgaben heraus. Die Auflage der Ausgaben variierte dabei von 650 bis 1300 Zeitschriften. Die Frank-Lloyd-Wright-Serie von 1925 zählte zu den auflagenstärksten Ausgaben der Zeitschrift. Bis 1923 brachte die Verlagsanstalt de Hooge Brug aus Amsterdam die Zeitschrift heraus. 1924 folgte als Herausgeber der Verlag von Constantinus Alting Mees (1894–1978) aus Santpoort. Im Februar 1933 erschien die letzte Ausgabe von Wendingen.
Wendingen sollte ursprünglich monatlich erscheinen mit 12 Nummern pro Jahrgang. Um dies zu erreichen, vereinigte man bereits 1918 zwei Nummern in einer Ausgabe. 1919 wendete man dieses Verfahren für zwei Ausgaben an. Trotzdem erschien Ausgabe Nr. 12 des Jahrgangs 1919 erst im Februar 1920. In den folgenden beiden Jahrgängen vereinigte man jeweils dreimal zwei Nummern in einer Ausgabe. Die Publikation der Ausgabe Nr. 12 des Jahrgangs 1921 verzögerte sich allerdings bis November 1922. Da man bereits fast ein Jahr mit den Ausgaben zurücklag, wurde der Jahrgang 1922 übersprungen und man veröffentlichte im Januar 1923 die Ausgabe Nr. 1 des Jahrgangs 1923. Auch der Jahrgang 1926 wurde übersprungen, nachdem die Ausgabe Nr. 11/12 des Jahrgangs 1925 erst im September 1926 erschienen war. In den Folgejahren kam es wieder zu Verzögerungen, so dass die letzte Ausgabe Nr. 11/12 des Jahrgangs 1931 im Februar 1933 veröffentlicht wurde.
| Serie 1  | Nr.   | Veröffentlichung | Thema                                                                        | Einbandgestaltung            | Einband |
| -------- | ----- | ---------------- | ---------------------------------------------------------------------------- | ---------------------------- | ------- |
| 1918     | 1     | Jan. 1918        | Architektur und angewandte Kunst                                             | Jan Lauweriks                |         |
| 1918     | 2     | Feb. 1918        | Architektur und Skulptur                                                     | Michel de Klerk              |         |
| 1918     | 3     | März 1918        | Architektur und Skulptur                                                     | Hildo Krop                   |         |
| 1918     | 4     | Apr. 1918        | Architektur und angewandte Kunst                                             | Cornelis Blaauw              |         |
| 1918     | 5     | Mai 1918         | Architektur                                                                  | Richard Roland Holst         |         |
| 1918     | 6     | Juni 1918        | Architektur und Skulptur                                                     | Henri Anton van Anrooy       |         |
| 1918     | 7     | Juli 1918        | Amsterdamer Schule                                                           | E. J. Kuipers                |         |
| 1918     | 8     | Aug. 1918        | Park Meerwijk in Bergen                                                      | Carel Adolph Lion Cachet     |         |
| 1918     | 9     | Sep. 1918        | Skulptur                                                                     | Jan Sluijters                |         |
| 1918     | 10    | Okt. 1918        | Architektur                                                                  | Samuel Jessurun de Mesquita  |         |
| 1918     | 11/12 | Dez. 1918        | Jan Toorop                                                                   | Willem van Konijnenburg      |         |
| Serie 2  | Nr.   | Veröffentlichung | Thema                                                                        | Einbandgestaltung            | Einband |
| 1919     | 1     | Jan. 1919        | Asiatische Kunst                                                             | Karel P. C. de Bazel         |         |
| 1919     | 2     | Feb. 1919        | Unsere Zeit & Michel de Klerk                                                | Tom Poggenbeek               |         |
| 1919     | 3     | März 1919        | Tanz                                                                         | Jan Sluijters                |         |
| 1919     | 4     | Mai 1919         | Architektur                                                                  | Pauline Bolken               |         |
| 1919     | 5     | Juli 1919        | Kunst in der Werbung                                                         | Jan Bertus Heukelom          |         |
| 1919     | 6     | Sep. 1919        | Innenarchitektur                                                             | Jan Luger                    |         |
| 1919     | 7/8   | Nov. 1919        | Holzschnitt                                                                  | Richard Roland Holst         |         |
| 1919     | 9/10  | Nov. 1919        | Theater                                                                      | Jan Toorop                   |         |
| 1919     | 11    | Jan. 1920        | Architektur                                                                  | Hildo Krop                   |         |
| 1919     | 12    | Feb. 1920        | Architektur                                                                  | Guillaume la Croix           |         |
| Serie 3  | Nr.   | Veröffentlichung | Thema                                                                        | Einbandgestaltung            | Einband |
| 1920     | 1     | März 1920        | Skulptur von heute                                                           | Bernard Essers               |         |
| 1920     | 2     | Apr. 1920        | Das Werk von Gustav Klimt                                                    | Tjerk Bottema                |         |
| 1920     | 3/4   | Mai 1920         | Sozialer Wohnungsbau                                                         | Michel de Klerk              |         |
| 1920     | 5     | Juli 1920        | Kunst aus Ungarn                                                             | Jozef Cantré                 |         |
| 1920     | 6/7   | Sep. 1920        | Masken                                                                       | Richard Roland Holst         |         |
| 1920     | 8/9   | Nov. 1920        | Josef Hoffmann                                                               | Hendrik van den Eijnde       |         |
| 1920     | 10    | Jan. 1921        | Das Werk von Erich Mendelsohn                                                | Hendrik Wijdeveld            |         |
| 1920     | 11/12 | Feb. 1921        | Entwurf des Kunstmuseum Den Haag von Hendrik Petrus Berlage                  | Jacob Jongert                |         |
| Serie 4  | Nr.   | Veröffentlichung | Thema                                                                        | Einbandgestaltung            | Einband |
| 1921     | 1/2   | Mai 1921         | Das Werk von Willem van Konijnenburg                                         | Hendrik Wijdeveld            |         |
| 1921     | 3     | Sep. 1921        | Ostasiatische Kunst der Petrucci-Sammlung in Amsterdam                       | Michel de Klerk              |         |
| 1921     | 4/5   | Dez. 1921        | Arbeiten von Mitgliedern der Architectura et Amicitiae                       | Richard Roland Holst         |         |
| 1921     | 6     | Feb. 1922        | Zeichnungen und Fotografien eines Hauses in Oostvoorne                       | Jaap Gidding                 |         |
| 1921     | 7/8   | Mai 1922         | Die Marionette                                                               | Carel Adolph Lion Cachet     |         |
| 1921     | 9/10  | Juli 1922        | Internationale Ausstellung des Theaters in Amsterdam                         | Frits Lensvelt               |         |
| 1921     | 11    | Okt. 1922        | Frank Lloyd Wright                                                           | El Lissitzky                 |         |
| 1921     | 12    | Nov. 1922        | Das neue Gebäude der Rijksakademie                                           | Jan Duiker & Bernard Bijvoet |         |
| Serie 5  | Nr.   | Veröffentlichung | Thema                                                                        | Einbandgestaltung            | Einband |
| 1923     | 1     | Jan. 1923        | Buntglasfenster von Richard Roland Holst                                     | Jacob Jongert                |         |
| 1923     | 2     | März 1923        | Werbung von niederländischen Künstlern                                       | Jan Sluijters                |         |
| 1923     | 3     | Apr. 1923        | Hochhäuser in Europa and Amerika                                             | Johan Polet                  |         |
| 1923     | 4     | Mai 1923         | Wohnhäuser in Amsterdam-Zuid                                                 | Albert Klijn                 |         |
| 1923     | 5/6   | Juli 1923        | Skulpturen niederländischer Künstler                                         | Joseph Mendes da Costa       |         |
| 1923     | 7     | Sep. 1923        | Sozialer Wohnungsbau in Amsterdam                                            | Anton Kurvers                |         |
| 1923     | 8/9   | Nov. 1923        | Muscheln                                                                     | Richard Roland Holst         |         |
| 1923     | 10    | Feb. 1924        | Buchmarken niederländischer Künstler                                         | Bernard Essers               |         |
| 1923     | 11/12 | März 1924        | Projekte der Architekten Julius Luthmann, Cornelis Blaauw und Joseph Crouwel | Samuel Jessurun de Mesquita  |         |
| Serie 6  | Nr.   | Veröffentlichung | Thema                                                                        | Einbandgestaltung            | Einband |
| 1924     | 1     | Apr. 1924        | Skulpturen niederländischer Künstler                                         | Jan Havermans                |         |
| 1924     | 2     | Mai 1924         | Skizzen und Studien von Michel de Klerk                                      | Louise Beijerman             |         |
| 1924     | 3     | Juli 1924        | Arbeiten von Hermann Finsterlin                                              | Hermann Finsterlin           |         |
| 1924     | 4/5   | Aug. 1924        | Architekturprojekte von Michel de Klerk                                      | Margaret Staal-Kropholler    |         |
| 1924     | 6     | Sep. 1924        | Eileen Gray                                                                  | Hendrik Wijdeveld            |         |
| 1924     | 7     | Okt. 1924        | Gemälde von Michel de Klerk                                                  | Tine Baanders                |         |
| 1924     | 8     | Jan. 1925        | Rathaus Hilversum und andere Arbeiten von Willem Marinus Dudok               | Willem Marinus Dudok         |         |
| 1924     | 9/10  | Feb. 1925        | Gebäude von Michel de Klerk                                                  | Tine Baanders                |         |
| 1924     | 11/12 | Apr. 1925        | Glas- und Kristallarbeiten                                                   | Bernard Essers               |         |
| Serie 7  | Nr.   | Veröffentlichung | Thema                                                                        | Einbandgestaltung            | Einband |
| 1925     | 1     | Mai 1925         | De Mesquita                                                                  | Samuel Jessurun de Mesquita  |         |
| 1925     | 2     | Juli 1925        | Skulpturen von Hildo Krop                                                    | Hildo Krop                   |         |
| 1925     | 3     | Okt. 1925        | Lebenswerk von Frank Lloyd Wright                                            | Hendrik Wijdeveld            |         |
| 1925     | 4     | Nov. 1925        | Frank Lloyd Wright                                                           | Hendrik Wijdeveld            |         |
| 1925     | 5     | Jan. 1926        | Frank Lloyd Wright                                                           | Hendrik Wijdeveld            |         |
| 1925     | 6     | Feb. 1926        | Frank Lloyd Wright                                                           | Hendrik Wijdeveld            |         |
| 1925     | 7     | März 1926        | Frank Lloyd Wright                                                           | Hendrik Wijdeveld            |         |
| 1925     | 8     | März 1926        | Frank Lloyd Wright                                                           | Hendrik Wijdeveld            |         |
| 1925     | 9     | Apr. 1926        | Frank Lloyd Wright                                                           | Hendrik Wijdeveld            |         |
| 1925     | 10    | Mai 1926         | Einrichtung – Michel de Klerk                                                | Fokko Mees                   |         |
| 1925     | 11/12 | Sep. 1926        | Piet Kramers Bijenkorf                                                       | Julius Luthmann              |         |
| Serie 8  | Nr.   | Veröffentlichung | Thema                                                                        | Einbandgestaltung            | Einband |
| 1927     | 1     | Juni 1927        | Skulpturen                                                                   | Johan Polet                  |         |
| 1927     | 2     | Juli 1927        | Innenräume                                                                   | Otto B. de Kat               |         |
| 1927     | 3     | Sep. 1927        | Das Flämische Volkstheater Johan de Meester                                  | Anton Kurvers                |         |
| 1927     | 4     | Okt. 1927        | Dänemark                                                                     | Samuel Jessurun de Mesquita  |         |
| 1927     | 5     | Nov. 1927        | Schweden                                                                     | Samuel Jessurun de Mesquita  |         |
| 1927     | 6/7   | Jan. 1928        | Amsterdam-West                                                               | Jan Snellebrand              |         |
| 1927     | 8     | Feb. 1928        | Schweden II                                                                  | Samuel Jessurun de Mesquita  |         |
| 1927     | 9/10  | März 1928        | Österreich                                                                   | Christa Ehrlich              |         |
| 1927     | 11    | Apr. 1928        | Sozialer Wohnungsbau in Amsterdam                                            | Pieter Lucas Marnette        |         |
| 1927     | 12    | Mai 1928         | Graphische Kunst                                                             | Tine Baanders                |         |
| Serie 9  | Nr.   | Veröffentlichung | Thema                                                                        | Einbandgestaltung            | Einband |
| 1928     | 1     | Juli 1928        | Architekt Willem Marinus Dudok                                               | Hendrik Wouda                |         |
| 1928     | 2     | Aug. 1928        | Technik und Kunst                                                            | Willem Hendrik Gispen        |         |
| 1928     | 3/4   | Sep. 1928        | Arbeiten von Jan Toorop in Privatsammlungen                                  | Richard Roland Holst         |         |
| 1928     | 5     | Okt. 1928        | Hindujavanische Bildhauerkunst                                               | Johan ten Klooster           |         |
| 1928     | 6/7   | Nov. 1928        | Skulpturen                                                                   | Nicolaas van de Vecht        |         |
| 1928     | 8     | Dez. 1928        | Cartoons by Albert Hahn                                                      | Albert Hahn jr.              |         |
| 1928     | 9     | Jan. 1929        | Arbeiten von Johan Thorn Prikker                                             | Hildo Krop                   |         |
| 1928     | 10    | März 1929        | Graphische Kunst                                                             | Samuel Jessurun de Mesquita  |         |
| 1928     | 11    | Apr. 1929        | Puppen and Marionetten                                                       | Anton Kurvers                |         |
| 1928     | 12    | Mai 1929         | Russische Ikonen                                                             | K. Katkof                    |         |
| Serie 10 | Nr.   | Veröffentlichung | Thema                                                                        | Einbandgestaltung            | Einband |
| 1929     | 1     | Juli 1929        | Skulpturen von Ossip Zadkine                                                 | Hildo Krop                   |         |
| 1929     | 2     | Sep. 1929        | Glasarbeiten von Chris Lebeau                                                | Chris Lebeau                 |         |
| 1929     | 3     | Okt. 1929        | Gemälde von Diego Rivera                                                     | Vilmos Huszár                |         |
| 1929     | 4     | Dez. 1929        | St. Nicolas Kirche in IJsselstein                                            | Joop Sjollema                |         |
| 1929     | 5/6   | Jan. 1930        | Architekt Jan Frederik Staal                                                 | Margaret Kropholler          |         |
| 1929     | 7     | Feb. 1930        | Gemälde von Lyonel Feininger                                                 | Tine Baanders                |         |
| 1929     | 8     | Apr. 1930        | Architekt Jan Lauweriks                                                      | Jan Lauweriks                |         |
| 1929     | 9     | Juni 1930        | Klassische italienische Kunst                                                | Jan Poortenaar               |         |
| 1929     | 10    | Juli 1930        | Russisches Theater                                                           | Samuel Jessurun de Mesquita  |         |
| 1929     | 11/12 | Okt. 1930        | Architektur in Amsterdam Zuid                                                | Henri Tino Zwiers            |         |
| Serie 11 | Nr.   | Veröffentlichung | Thema                                                                        | Einbandgestaltung            | Einband |
| 1930     | 1     | Nov. 1930        | Rothenburg ob der Tauber                                                     | A. P. Smits                  |         |
| 1930     | 2     | Dez. 1930        | Van-Nelle-Fabrik in Rotterdam                                                | Leendert van der Vlugt       |         |
| 1930     | 3     | Jan. 1931        | Der niederländische Pavillon in Antwerpen 1930                               | Willem Jacob Rozendaal       |         |
| 1930     | 4     | März 1931        | Bourdelle                                                                    | Jouke Zietsma                |         |
| 1930     | 5     | Apr. 1931        | Luftbilder von den Niederlanden                                              | Arthur Staal                 |         |
| 1930     | 6/7   | Juni 1931        | Glasmalereien und Glasskulpturen von Richard Roland Holst                    | Joop Sjollema                |         |
| 1930     | 8     | Juli 1931        | De Bijenkorf in Rotterdam von Willem Marinus Dudok                           | Arthur Staal                 |         |
| 1930     | 9     | Aug. 1931        | Informationsgrafik                                                           | Peter Alma                   |         |
| 1930     | 10    | Okt. 1931        | Glasfabrik Leerdam                                                           | Andries Dirk Copier          |         |
| 1930     | 11/12 | Nov. 1931        | Rathaus Hilversum                                                            | Willem Marinus Dudok         |         |
| Serie 12 | Nr.   | Veröffentlichung | Thema                                                                        | Einbandgestaltung            | Einband |
| 1931     | 1     | Jan. 1932        | Skulpturen von Samuel Jessurun de Mesquita                                   | Samuel Jessurun de Mesquita  |         |
| 1931     | 2     | Feb. 1932        | Niederländische Plakatkunst                                                  | S. L. Schwarz                |         |
| 1931     | 3     | März 1932        | Joep Nicolas – Glasmaler                                                     | Joep Nicolas                 |         |
| 1931     | 4     | Apr. 1932        | Landhäuser                                                                   | Henry Zwiers                 |         |
| 1931     | 5     | Mai 1932         | Skulpturen von Hildo Krop                                                    | Hildo Krop                   |         |
| 1931     | 6     | Juli 1932        | Gemälde von Pyke Koch, Kor Postma and Carel Willink                          | Arthur Staal                 |         |
| 1931     | 7/8   | Sep. 1932        | Schulen                                                                      | Henry Zwiers                 |         |
| 1931     | 9     | Okt. 1932        | Statuen                                                                      | Theo van Reijn               |         |
| 1931     | 10    | Dez. 1932        | Emil Fahrenkamp                                                              | Otto B. de Kat               |         |
| 1931     | 11/12 | Feb. 1933        | Kirchen                                                                      | Jouke Zietsma                |         |